# ダブルケア
ダブルケアとは、広義では家族や親族等、親密な関係における複数のケア関係、そこにおける複合的課題。狭義では、育児と介護の同時進行の状況のことである。育児と介護、介護と孫支援など、少子化・高齢化におけるケアの複合化・多重化の問題に焦点をあてる概念。
ダブルケアという概念は研究者である横浜国立大学の相馬直子准教授、英国ブリストル大学の山下順子上級講師により創られた。
介護と育児の同時進行を、いち早く社会に訴えていたのが、「育児と介護の両立を考える会」の当事者ネットワークや、成田光江らの調査研究である。
介護保険制度が開始された後、育児と介護の両立の当事者が集まるWeb上のコミュニティ「育児と介護の両立を考える会」（代表　川端美和）で、当事者の方々がつながり、2010年頃までホームページが更新されている（参考『おはよう21』2005年4月）。
また、2010年NPO法人市民福祉サポートセンターでは「『子育て・介護複合課題』実態調査」として、先駆的な調査研究をしている。
2009年〜2011年に「東アジア地域連携におけるケアレジームの比較ジェンダー分析:社会的ケアの現代的諸相」（科研費）において、東アジアの共同研究を通じて、介護・子育てのサービス供給・財源の分析を、共通の分析枠組みで考察。その際、子育てと高齢者介護と、もう少し包括的に少子高齢化の中での社会的ケア政策として考えていく必要が有るのではないか。少子高齢化の中で、介護と育児と同時に行う問題が、今後の東アジアの社会的リスクとなるのではないか。すでに家族や親密な関係のなかには複数のケア関係があり、それに近代の縦割りの社会政策や制度で対応されてきたが、制度間の狭間での問題があるのではないか、といった問題意識が背景にあり、2012年～2015年に「東アジアにおける介護と育児のダブルケア負担に関するケアレジーム比較分析」（科研費）において、東アジアにおけるダブルケアの比較研究が開始された。

## ダブルケアの背景
女性の晩婚化に伴う出産年齢の高齢化（晩産化）、少子高齢化、核家族化などを背景に、子育てと同時に親の介護を担うダブルケアに直面するケースが増えている。
2013年の厚生労働省の人口動態統計（確定数）によると、女性の初婚年齢は1975年の24.7歳から4.6歳上昇し29.3歳。これに伴い第1子出生時の母の平均年齢も25.7歳から30.4歳と4.7歳上昇している。また、40～44歳女性が産んだ子供の数（出生率）は6,911人から約7倍増加し4万6,546人となっている。

## ダブルケアの実態・調査
ダブルケアに対する調査および研究メンバーによる実態解明が進められている。
2012年度～2014年度の調査（6歳以下の子どもを持つ母親を中心とした1,894名に対して実施）によると、「ダブルケア直面中」・「数年先に直面する」と回答した人は全体の32％。子供を持つ女性の4人に1人がダブルケアに直面する可能性があるという結果になった。また、「ダブルケア直面中」の12.4％、「過去に直面したことがある」の16.5％が「誰も助けてくれなかった」と回答しており、ダブルケアラー（ダブルケア当事者）の孤立化も浮き彫りとなった。
また、2015年度にソニー生命と連携して実施した調査（大学生以下の子供をもつ母親1000名に対して実施）によれば、ダブルケアに「現在直面
中」と「過去に直面」を合わせたダブルケア経験率は全国平均で8.2％で、それらに「数年先に直面」という層を含めると22・6％となり、さらに「数年先に直面」という層を加えると4人に1人以上が、ダブルケアが身近な問題であると感じている結果となっている。また、「ダブルケアという言葉を聞いたことがあるか」という質問に対して、ダブルケアに直面していない人が6％に対し、ダブルケア当事者では20％と5人に1人が聞いたことがあると回答しており、当事者を中心にダブルケアという言葉の認知度は少しずつ高まり始めている。一方、今はダブルケア未経験者が多くおり、そのうちの7割を占める「子育て中だがまだ介護に直面していない」層が、親や義理親が介護必要となった時の相談先を知らないという状態である。
ダブルケアには三大負担といわれる精神的な負担、体力的な負担、経済的な負担に加え、子どもの世話を十分にできない、親の世話を十分にできない、兄弟間や親戚間での認識のずれ、子どもの預け先の問題などもある。今後どういう支援が必要だと思うかという質問では、ダブルケア当事者の9割が「育児も介護も相談できる総合的な行政の窓口」と回答、また、「当事者同士で支え合う、つながる場の構築」も6割半が必要であると回答しており、
少子化・高齢化が進行する中でダブルケア経験率が高まる可能性が示唆されている。

### ダブルケア研究プロジェクト
日本学術振興会　科学研究費（基盤B)「東アジアにおける介護と育児のダブルケア負担に関するケアレジーム比較分析」（研究課題番号24310192、2012年度〜2014年度）、横浜国立大学経済学部アジア経済社会研究センターの研究プロジェクト

### 研究メンバー
- 相馬直子：横浜国立大学准教授
- 山下順子：英国ブリストル大学上級講師
- 陳国康（Raymond K.H. CHAN）, 香港市立大学教授、香港
- 宋多永（Dayoung SONG）, 仁川大学校教授, 韓国
- 王永慈（Kate Yeong-Tsyr WANG）, 国立台湾師範大学教授、台湾

### 調査研究協力
- 横浜市政策局
- 横浜市子ども青少年局子育て支援課
- 横浜市各区地域子育て支援拠点
- 子育て支援NPO団体
- 在宅介護支援団体
- 地域ケアプラザ
- NPO法人マミーズサミット・全国ネット
- NPO法人シャーロックホームズ
- NPO法人横浜コミュニティデザインラボ
- ソニー生命保険株式会社

### これまで実施した実態調査
- 2012年 第1弾調査（横浜市内の子育て支援拠点3カ所で質問紙票調査）
- 2012年 第2弾調査（横浜、静岡、京都、香川、福岡で子育てメールマガジン登録者対象に携帯・ウェブ調査）
- 2013年 第3弾調査（横浜、京都の一時保育、学童、子育て支援センターで質問紙票調査）
- 2014年 第4弾調査（ダブルケア研究ホームページからのウェブ調査）
- 2015年 第5弾調査（ソニー生命保険株式会社と連携して実施。第4弾調査までの調査項目を全面的にふまえた内容であり、初の全国規模のウェブ調査）
- 2016年 第6弾調査（神奈川ワーカーズ・コレクティブ連合と連携して実施。 第4弾調査までの調査項目を全面的にふまえた内容かつ、調査対象を広げ、広義のダブルケアに焦点。介護職に従事する方々も対象に含む ）

## ダブルケア支援

### ダブルケアサポート横浜
ダブルケアラーやそれを取り巻く人、地域サポートを目的として設立された民意団体。ダブルケアの実態と地域における支援ニーズを明らかにするための調査や、ダブルケアラーに寄り添い支えるサポーターを増やすための「ダブルケアサポーター養成講座」のプログラム企画・立案。ダブルケアに役立つ情報がつまったハンドブック「ダブルケアハッピーケアノート」の制作などに取り組んでいる。

### ダブルケア(介護・保育)関連産業の事業者支援
横浜信用金庫が、介護・保育・家事代行の事業者に対して、横浜市が提供するオープンデータ等を元にした情報を提供。また、事業者に対し、横浜信用金庫のもつ経営相談や事業支援のノウハウ提供を行い、市域のダブルケア産業の育成を支援する。

### ダブルケアの経済的負担軽減
ダブルケアの三大負担は精神・肉体・経済という調査結果がでている。経済的負担に関し、ソニー生命保険株式会社がライフプランニングを通じて、この先の人生においてダブルケアが起こりうる可能性や、直面する前の対策・備えを促進するための活動を行っている。

### 国による取り組み
ダブルケアなど複合的な課題を抱えている家庭を支援するため、令和２年の通常国会において社会福祉法が改正され、重層的支援体制整備事業が創設された。同事業は、市町村において、属性や世代を問わず包括的に相談を受け止め、複雑化・複合化した課題を適切な支援につなぐ役割を担う。

## ダブルケアと仕事の両立：ワーク・ライフ・バランス
育児・介護と仕事の両立が問われ続けてきたが、ダブルケア視点からワーク・ライフ・バランスを見直すと、三段階が考えられる。
第一段階が「子育て・仕事の間の両立問題」、第二段階が「介護・仕事の両立問題」である。政府も介護離職ゼロを掲げ、多くの企業が第一段階から第二段階に入り、社員の支援策を導入・拡充しているのが現状である。

ダブルケアは、さらにもう一歩、「育児・介護、その他、複数のケア（自分のケアも含む）をしながら働くことが当たり前な社会設計・人生設計」をもとにした、第三段階としてのワーク・ライフ・バランス問題だととらえることもできる。
今後、社員のマネジメントにダブルケア視点が必ず入るような、育児も介護も積極的に支援している企業を「包摂的ケア企業」といった形で積極的に表彰していくなど、子育てと介護と別々ではなく、包摂的に複数のケアをとらえて働き方とのバランスを考えることが、第三段階としてのワーク・ライフ・バランスのあり方を考えていくことである。

## ダブルケアとケア不在：コインの両面
単身世帯の増大が進行する中、ダブルケアのコインの両面としての単身世帯・独居老人の問題を考える必要がある。
例えば一人暮らしの高齢者のようなケアする人がいない「ケア不在」という問題がある。ダブルケアとケア不在の問題は、コインの表裏のように一体的な課題としてとらえ、社会全体で、複数のケア課題を主軸にした、多重な市民の複合的生活ニーズを包括的に議論していく必要がある。